# Морговский, Ян Петрович
Ян Петрович Морговский (укр. Ян Петрович Морговський; род. 20 сентября 1998, Зоряное, Житомирская область) — украинский футболист, защитник клуба «Буковина».

## Карьера
Воспитанник ДЮСШ «Подолье», за которую с 2014 по 2018 год выступал в ДЮФЛУ, проведя 39 матчей (16 голов). В 2016 году дебютировал в первой команде «Подолье», игравшей в любительском чемпионате Украины (6 матчей, 3 гола). На профессиональном уровне за хмельницкий клуб дебютировал в сезоне 2016/17 и за который в дальнейшем провел шесть профессиональных сезонов, сыграв 140 официальных матчей и отличившись 5 голами (19 матчей в Первой лиге Украины, 7 поединков в кубке Украины и 114 матчей (5 голов) во Второй лиге Украины).
Зимой 2022 подписал контракт с житомирским «Полесье» — с командой стал победителем Первой лиги, за что получил звание «Мастер спорта Украины». В составе «волков» дебютировал 17 сентября 2022 года в ничейном (0:0) выездном поединке 4-го тура группы А Первой лиги Украины против тернопольской «Нивы», Ян вышел на поле в стартовом составе и отыграл первый тайм. В общей сложности в чемпионском сезоне принял участие в большей половине календарных матчей (13 поединков).
В сентябре 2023 года вместе несколькими своими житомирскими одноклубниками перешел в «Звягель», который неофициально считался фарм-клубом «Полесье». В футболке звягельского клуба сыграл 16 матчей (3 гола) во Второй лиге Украины и 2 поединка в переходных матчах.
В июле 2024 года подписал контракт с перволиговым футбольным клубом «Буковина».

## Достижения

### Командные
- Победитель Первой лиги Украины: 2022/23
- Полуфиналист Кубка Украины: 2024/25
- Серебряный призёр Второй лиги Украины: 2020/21
- Бронзовый призёр Второй лиги Украины: 2023/24

### Личные
- Мастер спорта Украины[укр.]: 2024[5]
- Включен в сборную сезона Второй лиги Украины 2023/24 по версии Sportarena.com — позиция левый защитник № 1[6]
- Включен в сборную сезона Первой лиги Украины 2021/22 по версии Sportarena.com — позиция левый защитник № 3[7]